# Lawrence Hill
Lawrence Hill (Toronto, 1957) è uno scrittore e saggista canadese.

## Biografia
Nasce a Toronto, nell'Ontario, da Daniel G. Hill (1923-2003), sociologo e storico - ha dedicato la propria opera allo studio della storia dei Black Canadian, ovvero dei Canadesi di colore -, e da Donna Hill, attivista; suo fratello Dan (1954-vivente) è un cantante pop affermato, conosciuto anche all'estero. Crebbe nel quartiere Don Mills di Toronto, dove si trovavano le case delle famiglie benestanti. Dopo essersi sposato, si è trasferito ad Hamilton, Ontario, dove tutt'oggi vive.

## Opera
Esordisce come scrittore nel 1992 con il romanzo Some Great Thing, senza ottenere un immediato grande successo. A questo seguono due opere sulla storia dei Black Canadian, che conosce bene per via degli studi del padre e dell'esperienza della madre, Trials and Triumphs: The Story of African-Canadians (1993) e Women of Vision: The Story of the Canadian Negro Women's Association (1996). Scrive poi un secondo romanzo, Any Known Blood (1997). Raggiunge il successo solo nel 2001, quando esordisce come diarista con Black Berry, Sweet Juice: On Being Black and White in Canada, senza però ottenere premi o riconoscimenti di rilievo.
Come saggista, invece, riesce ad affermarsi dopo la vincita nel 2005 del National Magazine Award per il saggio Is Africa's Pain Black America's Burden?, pubblicato sulla rivista The Walrus.
Nel 2007 pubblica il suo terzo romanzo, The Book of Negroes, pubblicato nei confinanti States con il titolo Someone Knows My Name. Grazie al romanzo riesce ad essere inserito nella lista dei possibili vincitori del prestigioso Scotiabank Giller Prize, che quell'anno va ad Elizabeth Hay; vince invece il Rogers Writers' Trust Fiction Prize, battendo scrittori del calibro di Nancy Huston, e nel 2008 il Commonwealth Writers' Prize, che lo lancia tra i grandi della Letteratura in lingua inglese del suo tempo. Nel 2009 vince la battle of the books Canada Reads, alla quale partecipa Gérard Bouchard.
Sempre nel 2007 pubblica, con l'aiuto del soldato statunitense Josh Key, disertore in Iraq, di interviste e articoli di giornali vari, un terzo libro di memorie dal titolo The Deserter's Tale, the story of an ordinary soldier who walked away from the war in Iraq, con il quale ottiene un grande seguito negli States.